# 斎宮歴史博物館
斎宮歴史博物館（さいくうれきしはくぶつかん）は、三重県多気郡明和町竹川にある斎宮跡（国の史跡）に設置されている三重県立の歴史博物館である。テーマ博物館であると同時に、埋蔵文化財センターとしての機能を有する。

## 開館までの経緯
伊勢斎王の執務機関である斎宮は、南北朝時代以降に荒廃し、その跡地も不明だったが、1970年（昭和45年）頃からの宅地造成に伴い、三重県多気郡明和町古里地区に遺跡の存在することが明らかとなり、1979年（昭和54年）に国の史跡に指定された。
これを受け、三重県も斎宮跡発掘調査事務所を開設して本格的な発掘調査と保存に乗り出し、1983年（昭和58年）には史跡公園「斎宮跡」が開園した。1985年（昭和60年）には、斎宮跡に県立博物館を設置することが発案され、教育委員会文化課のもとで建設に向けた準備が進んだ。博物館予定地自体が遺跡であるため、慎重な発掘調査を経て、1988年（昭和63年）1月に起工、1989年4月より業務を開始し、10月に開館した。

## 施設
敷地面積18,000平方メートル、展示館建築面積は4,537平方メートル（延床面積5,077平方メートル）の鉄筋コンクリート造（一部現場緊張PC造）一階（一部二階）建で、以下の施設を有する。

### 展示施設
- 常設展示室I

「文字からわかる斎宮」として、文献史料、葱華輦、群行模型、斎王居室復元模型、斎宮に関係する古典文学等を展示。
- 常設展示室II

「ものからわかる斎宮」として、考古資料（『斎宮の成立と整備』『斎宮の隆盛と繁栄』『斎宮の衰退と消滅』の3期に区分して展示）と模型（内院の柵列を再現した復元模型（実物大）、内院地区の調査経過をまとめた映像と連動した発掘調査区模型（20分の1）、床面に設置した斎宮跡全体の陶板航空写真と組み合わせた斎宮寮の復元模型（400分の1））による展示。
- 映像展示室

常設映像として『斎王群行』『斎宮を歩く』『今よみがえる幻の宮』をハイビジョン上映。
- 展示ホール
- 特別展示室

### 収蔵施設
- 収蔵庫(1) (2)
- 特別収蔵庫
- 荷解室

### 教育普及施設
- 講堂

128席。記念講演会、歴史講座、古典講座等が開催される。
- 図書ホール

斎宮に関する研究文献・発掘調査報告書類、県内の発掘調査報告書、歴史参考書や辞典、子供向き歴史図書等が閲覧できる。
図書ホールのみの利用は無料である。
- 調整室

### 研究施設
- 研究室(1) (2) (3)
- 研修室
- 図書室
- 資料室
- 整理室
- 保存科学室(1) (2)
- 写真室

### その他
- 喫茶室等

## 所蔵品

### 絵画
- 伊勢物語、源氏物語[4]、三十六歌仙の絵巻、屏風、古地図等。

### 工芸・彫刻
- 御殿雛、文箱、硯箱、茶箱、貝合等。

### 書跡・典籍
- 伊勢神道関連、文芸（伊勢物語、大和物語）、歴史（六国史版本）等。
- 斎宮御所の文化サロン的雰囲気を髣髴とさせるものとして、伊勢物語や源氏物語に関連する資料を豊富に所蔵している。
- 斎宮女御[* 1]集（正般本）（室町時代写本）。
- 伊勢は国学に有縁の地であることから、賀茂真淵や契沖のような国学者の著作の版本もある。

### 考古資料
- 三重県斎宮跡出土品（重要文化財[5]）
  - 磁器、陶器、土器、土製品 2,582点
  - 木製品 18点
  - 石製品 17点
  - 金属製品 41点
  - 附 馬歯 3点

## 他研究機関・教育機関との連携
- IPA情報処理推進機構に対して、所蔵品による教育用画像素材[6]を提供している。
- 県立図書館、県総合博物館、県立美術館、県生涯学習センターと共に、三重県生活・文化部文化振興室と三重県教育委員会によって[7]生涯学習・社会教育施設としての運用が規定されている。

## 観光資源としての役割
- 国土交通省が推進する「日本風景街道」プロジェクトにおいて、『伊勢街道』[8]（近畿-第5号）の構成施設である。
- 1999年（平成11年）10月2日に開館した『いつきのみや歴史体験館』[* 2]と連携して、斎宮遺跡のテーマパーク的展開を進めている。

## 交通アクセス
- 近鉄山田線斎宮駅下車徒歩15分
- 伊勢自動車道 玉城ICから約20分または松阪ICから三重県道37号鳥羽松阪線経由で約40分

## 展示物

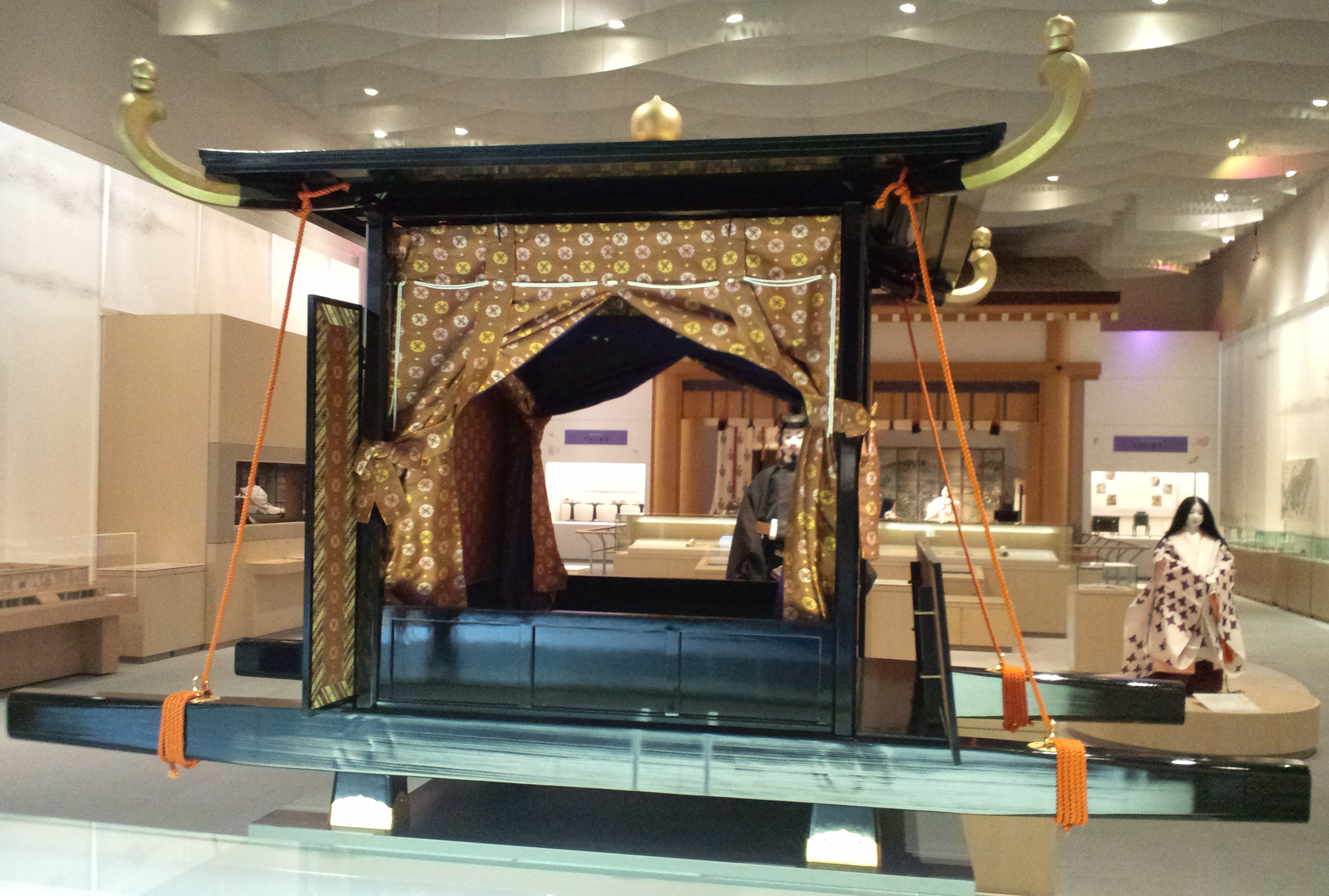
斎王の神輿「葱華輦」
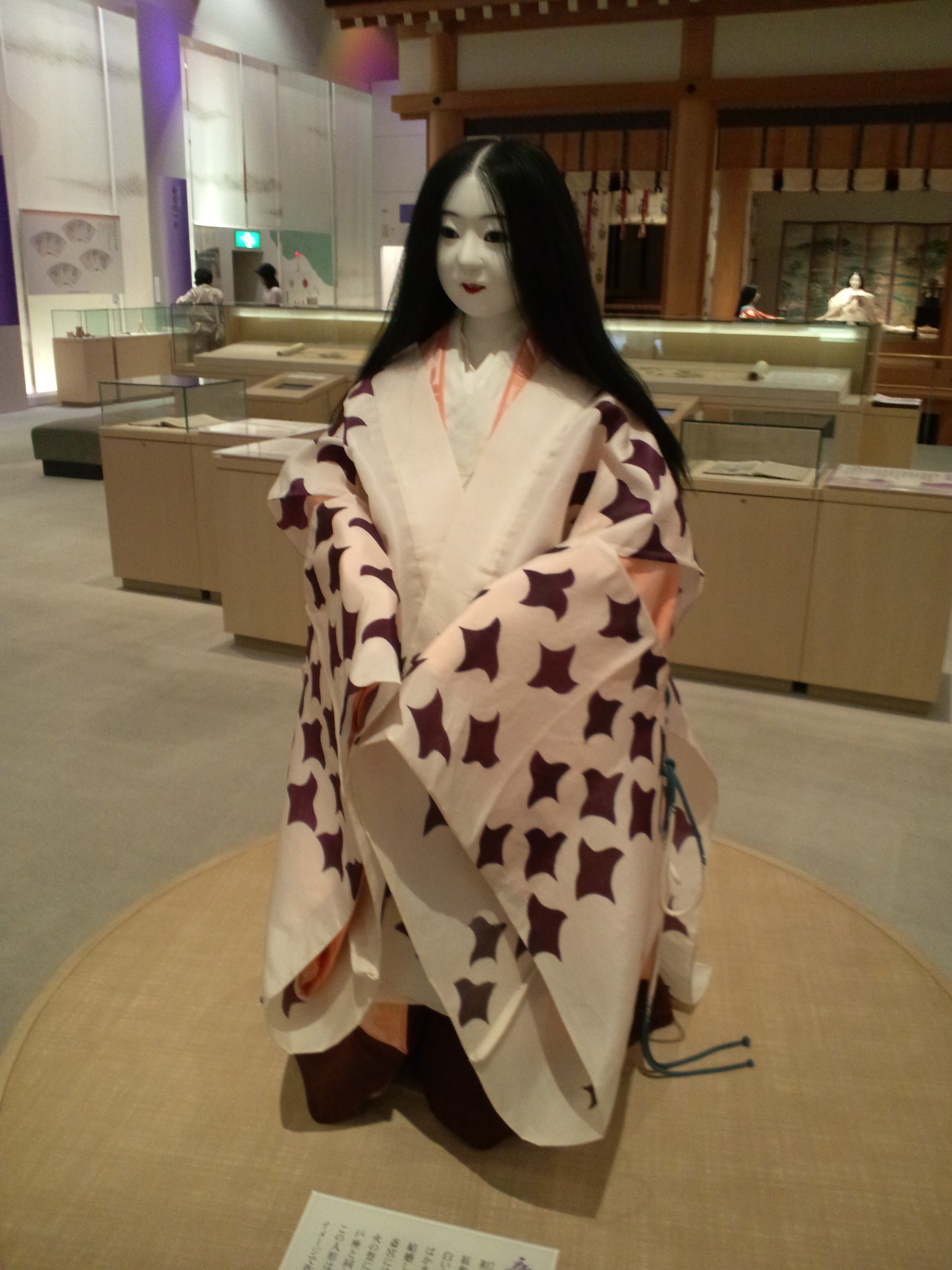
童女人形「衵」
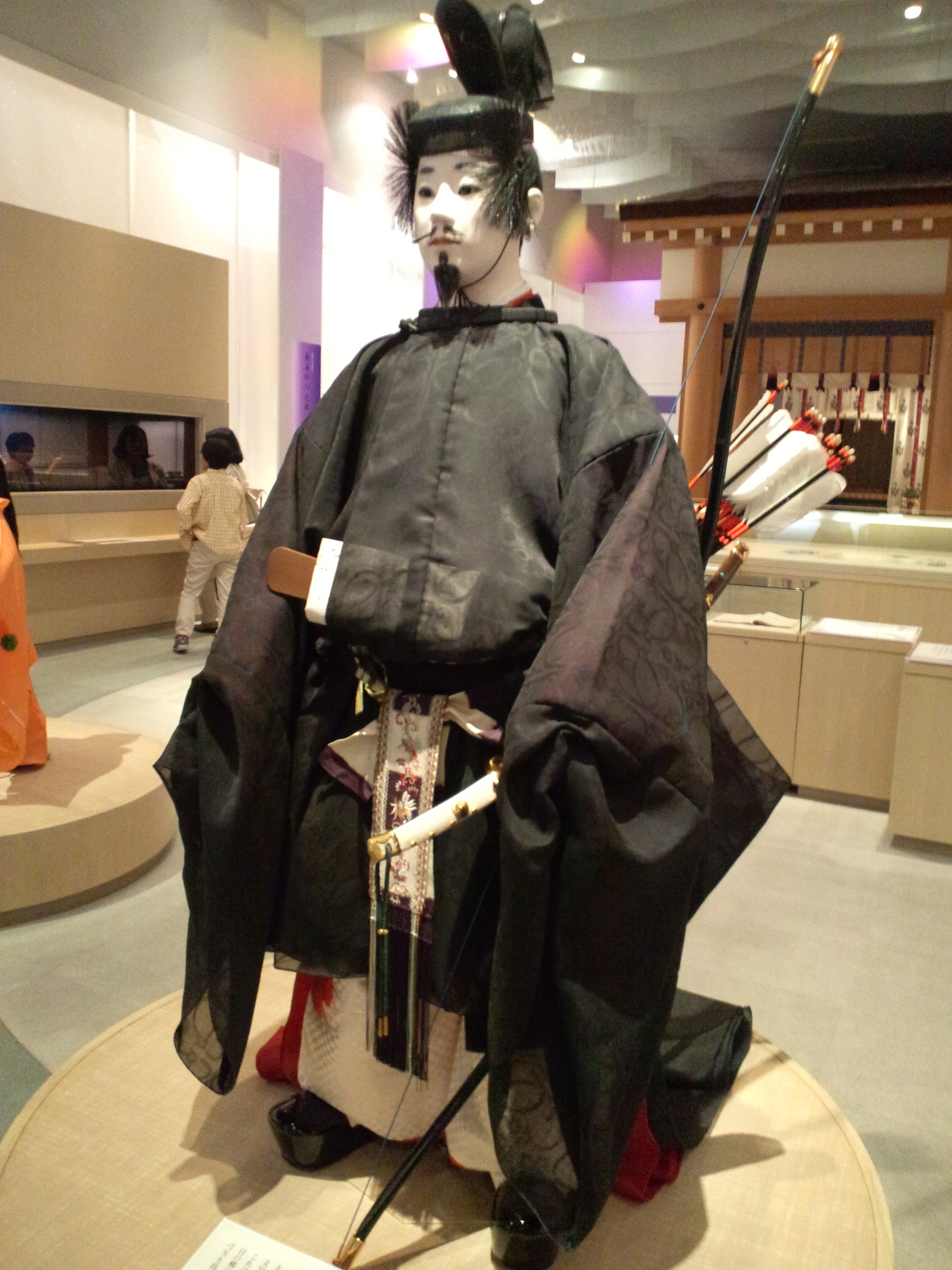
武官人形「束帯」
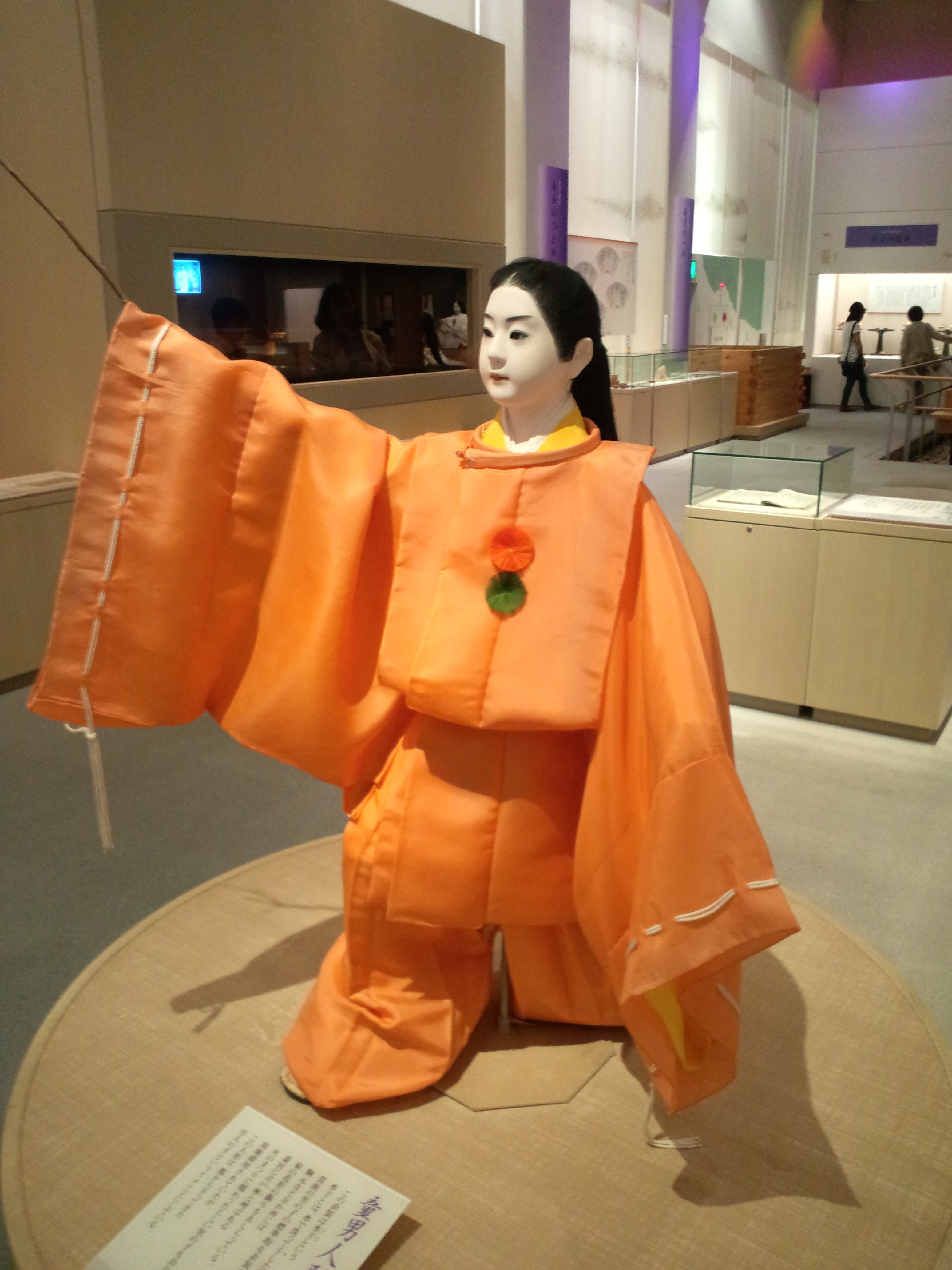
童男人形「水干」
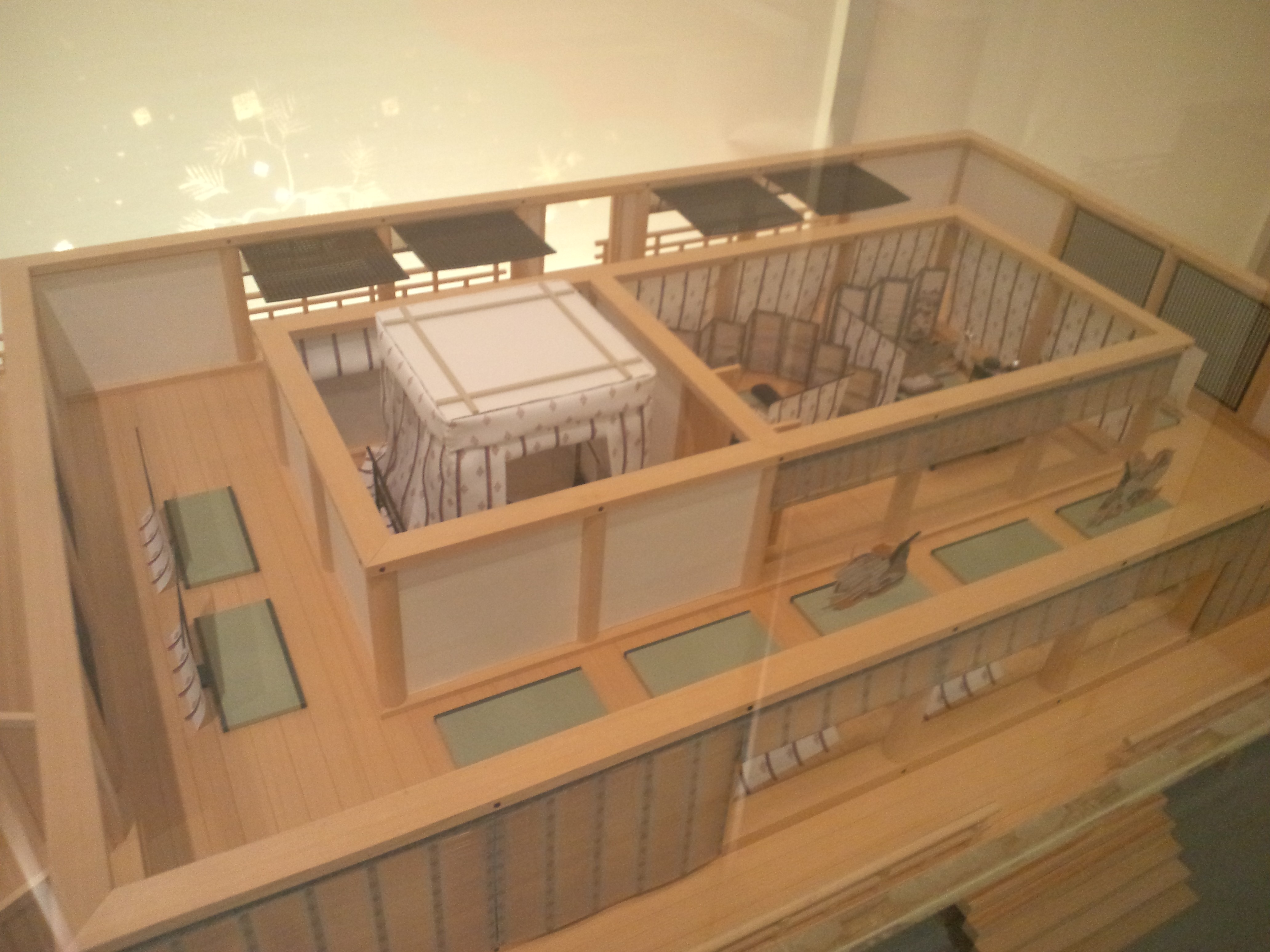
斎王御殿 復元模型 1/15
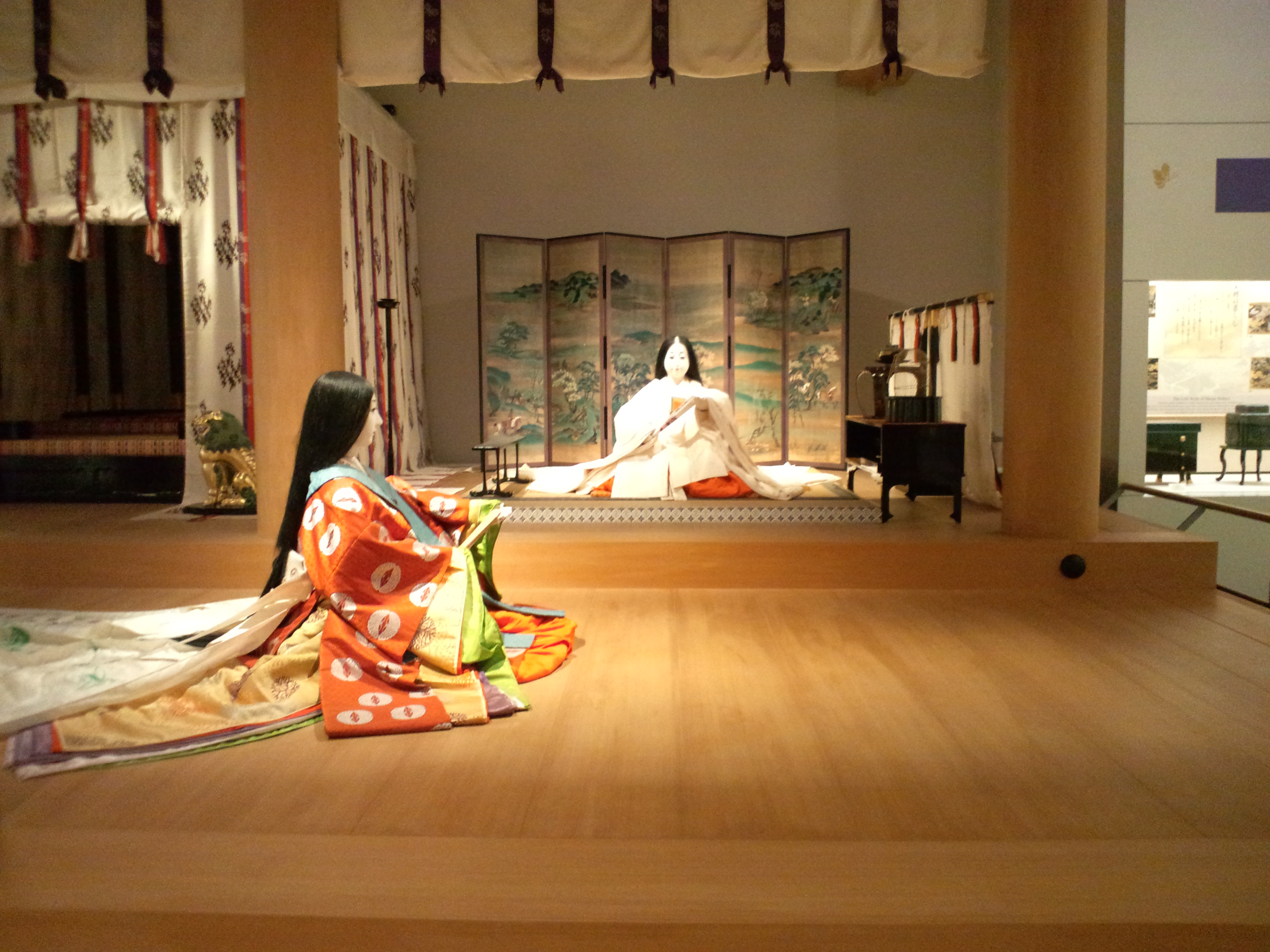
斎王の居室
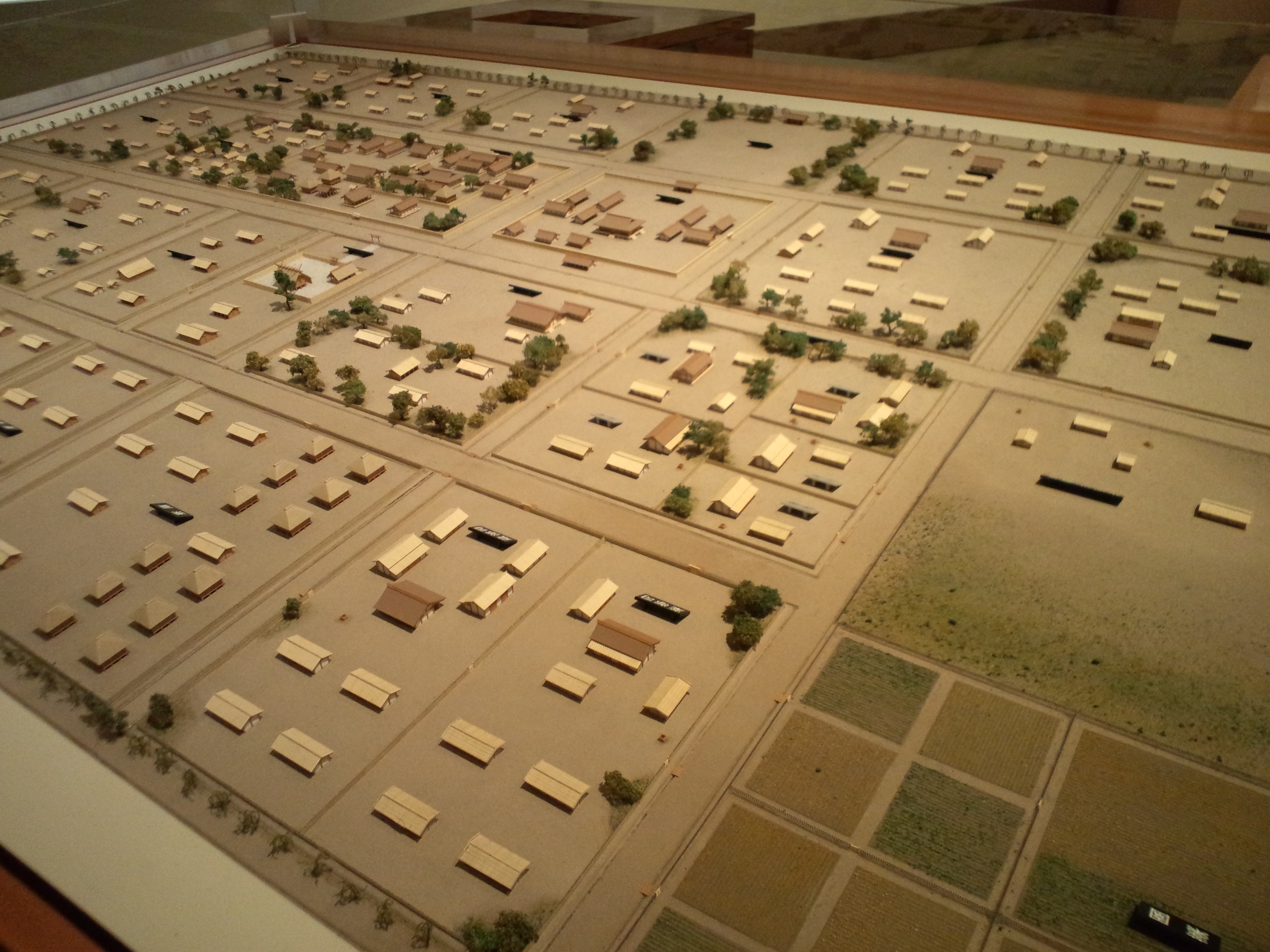
斎宮寮 復元模型 1/400